# Телмо Зара
Телмо Зараонандија Монтоја (шп. Telmo Zarraonandia Montoya; Ерандио, 20. јануар 1921 — Билбао, 23. фебруар 2006) је био шпански  фудбалер. Играо је на позицији нападача.

## Успеси
Атлетик Билбао
- Ла лига (1) : 1942/43.
- Куп Шпаније (5) : 1942/43, 1943/44, 1944/45, 1949/50, 1954/55.
- Куп Ева Дуарте (1) : 1950/51.

Појединачни
- Трофеј Пичичи за најбољег стрелца Ла лиге (6) : 1944/45, 1945/46, 1946/47, 1949/50, 1950/51, 1952/53.[3]
- Златни трофеј Пичичи: 2003.
- Најбољи стрелац у историји Купа Шпаније
- Најбољи стрелац у историји Атлетика
- Највише голова у финалу Купа Шпаније
- Најбољи стрелац Баскијског дербија
- Најбољи стрелац Старог Ел Класика[4]